# Jane Jin Kaisen
Jane Jin Kaisen er en kunstner og kurator, der bor i København, Danmark.
Hun er født i Sydkorea og adopteret til Danmark i 1980. Hun har en MFA i Media Art fra Det Kongelige Danske Kunstakademi og en MFA i Interdisciplinary Studio Art fra UCLA. Hun har deltaget i den selvstændige studieprogram hos Whitney Museum of American Art.
Temaer i hendes arbejde inkluderer historie og hukommelse. Hendes arbejdsområde er film, installationskunst og performance. Hun har lavet en femkanals videoinstallation Reiterations of Dissent hos Sonoma County Museum i Californien. Hendes seneste udstilling Loving Belinda er anmeldt i Information.

## Priser
I 2011 modtog hun prisen Montana Enterprize Arkiveret 2. april 2015 hos  Wayback Machine på Kunsthallen Brandts.

## Udvalgte udstillinger
- 7th Liverpool Biennial, UK
- Videonale13, Tyskland
- 2nd Incheon Women Artists Biennale og 6th Gwangju Biennale i Sydkorea
- 2nd Deformes Biennale, Galleia Metropolitana, Chile
- Gana Art Gallery og Amelie A. Wallace Gallery, New York
- Vox Populi, Philadelphia, Pennsylvania
- 25th Asia Pacific American Film Festival, Los Angeles
- Kunsthallen Brandts
- Museet for Samtidskunst, Roskilde
- Kunsthallen Nikolaj
- The National Museum of Photography and Aarhus Art Building in Denmark
- Malmö Konsthall Arkiveret 6. marts 2011 hos  Wayback Machine, Sverige
- Kyoto Arts Center
- Kyoto Kunstmuseum
- Fukouka Museum of Art
- Yamagata International Documentary Film Festival in Japan
- Beijing 798 Art Zone
- Taiwan International Documentary Film Festival
- Indonesiske Kunstmuseum Arkiveret 6. februar 2015 hos  Wayback Machine